# Maria Ernestam
Anna Maria Ackermand Ernestam, född 28 november 1959, är en svensk författare och journalist. Hon är uppvuxen i Uppsala. 
Hon har en journalistexamen från Journalisthögskolan i Göteborg, och har även studerat engelsk litteratur samt matematik vid Uppsala universitet. Hon har även en Master of Arts i statskunskap vid University of Kansas. Hon har därefter bott i Tyskland, där hon under elva år arbetade i Frankfurt am Main som korrespondent för Veckans affärer och Dagens medicin.
Hösten 2005 debuterade Ernestam med Caipirinha med Döden, en historia om hur Döden knackar på fel dörr och möter en kvinna som börjar arbeta för honom. Boken jämfördes i Ryssland med Michael Bulgakovs Mästaren och Margarita. Ernestam har sedan dess givit ut ytterligare nio romaner. Hon har också deltagit i ett flertal antologier och novellsamlingar. Ernestam bor i Stockholm med man och två barn.

## Författarskap
Maria Ernestams böcker har karaktäriserats som dramatiska relationsromaner fulla av oväntade vändningar och drastisk humor. De är moderna sagor om det osannolika som kan hända i verkliga livet. Flera av hennes böcker är inspirerade av hennes släkt och deras historier; bland annat hennes farfar Bernhard J:son Ernestam har varit en stark influens. Böckerna har sålts till tretton länder och haft topplisteplaceringar i Tyskland och Taiwan. Hennes böcker har totalt sålts i mer än en miljon exemplar.

## Priser och utmärkelser
I Frankrike har Maria Ernestam tilldelats bokhandlarpriset Prix Page des Libraires för Busters öron. Samma bok har också tilldelats de franska priserna Prix La Passerelle och Prix de l’Armitière. Ernestams franska översättare Esther Sermage har också vunnit pris för bästa översättning av utländsk litteratur till franska för Busters öron. Utmärkelsen delades ut på Lire en Poche i Gradignan. Alltid hos dig har nominerats till Prix Littéraire Cezan Inter-CE och till Stora läsarpriset hos Bokcirklar.se.
Andra länder där hon nått framgångar är Danmark, Nederländerna, Norge och Ryssland.